# Šurianske slaniská
Šurianske slaniská jsou chráněný areál v katastrálním území obce Šurany v okrese Nové Zámky v Nitranském kraji na Slovensku. Území bylo vyhlášeno v roce 2012 a jeho rozloha je 169,4 hektaru. Předmětem ochrany jsou evropsky významné biotopy vnitrozemských slanisek a slaných luk, nížinných a podhorských kosených luk s výskytem pcháče žlutoostenného (Cirsium brachycephalum) a kuňky obecné (Bombina bombina).